# Célestine Ketcha Courtès

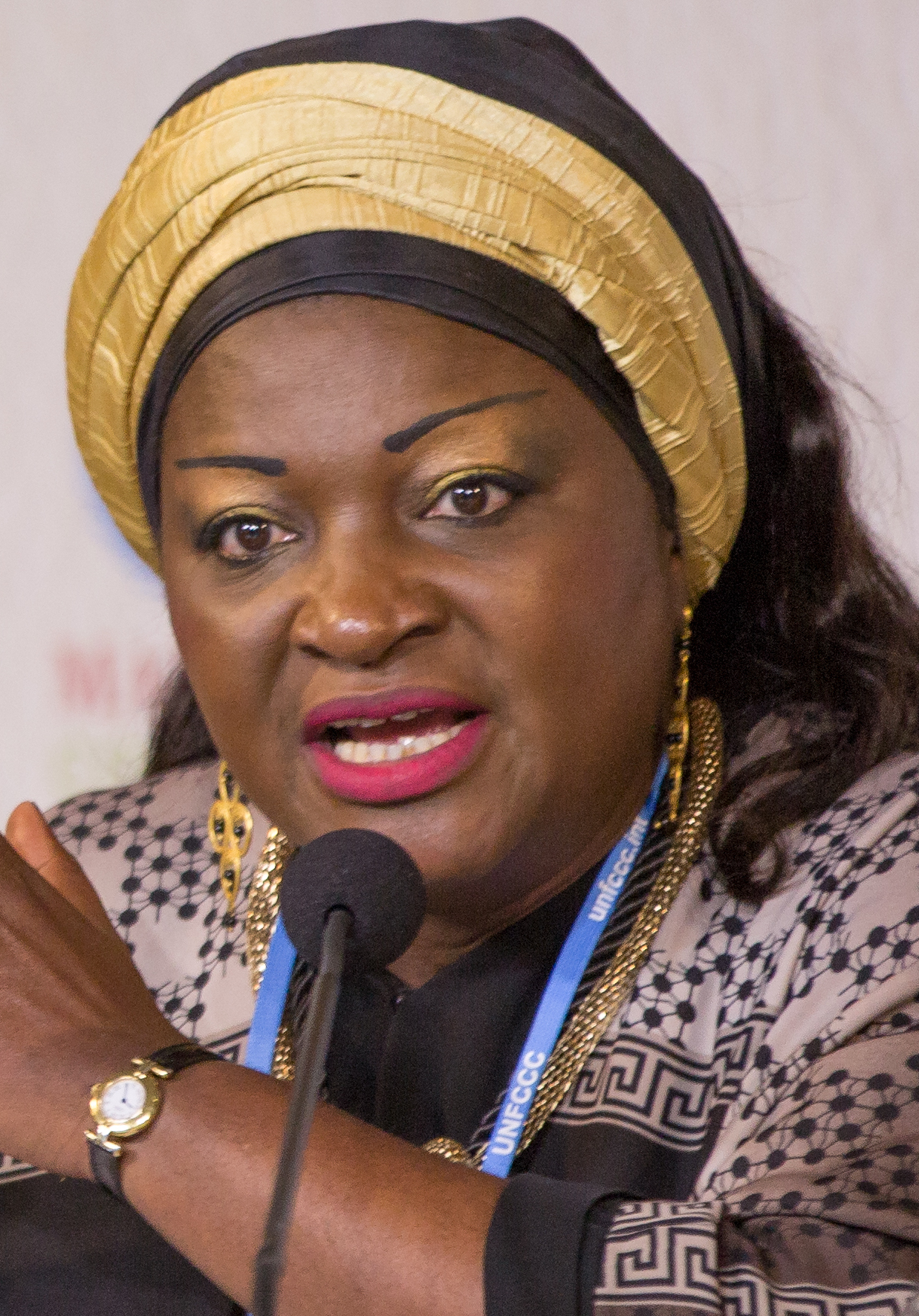
Célestine Ketcha Courtès – 2016

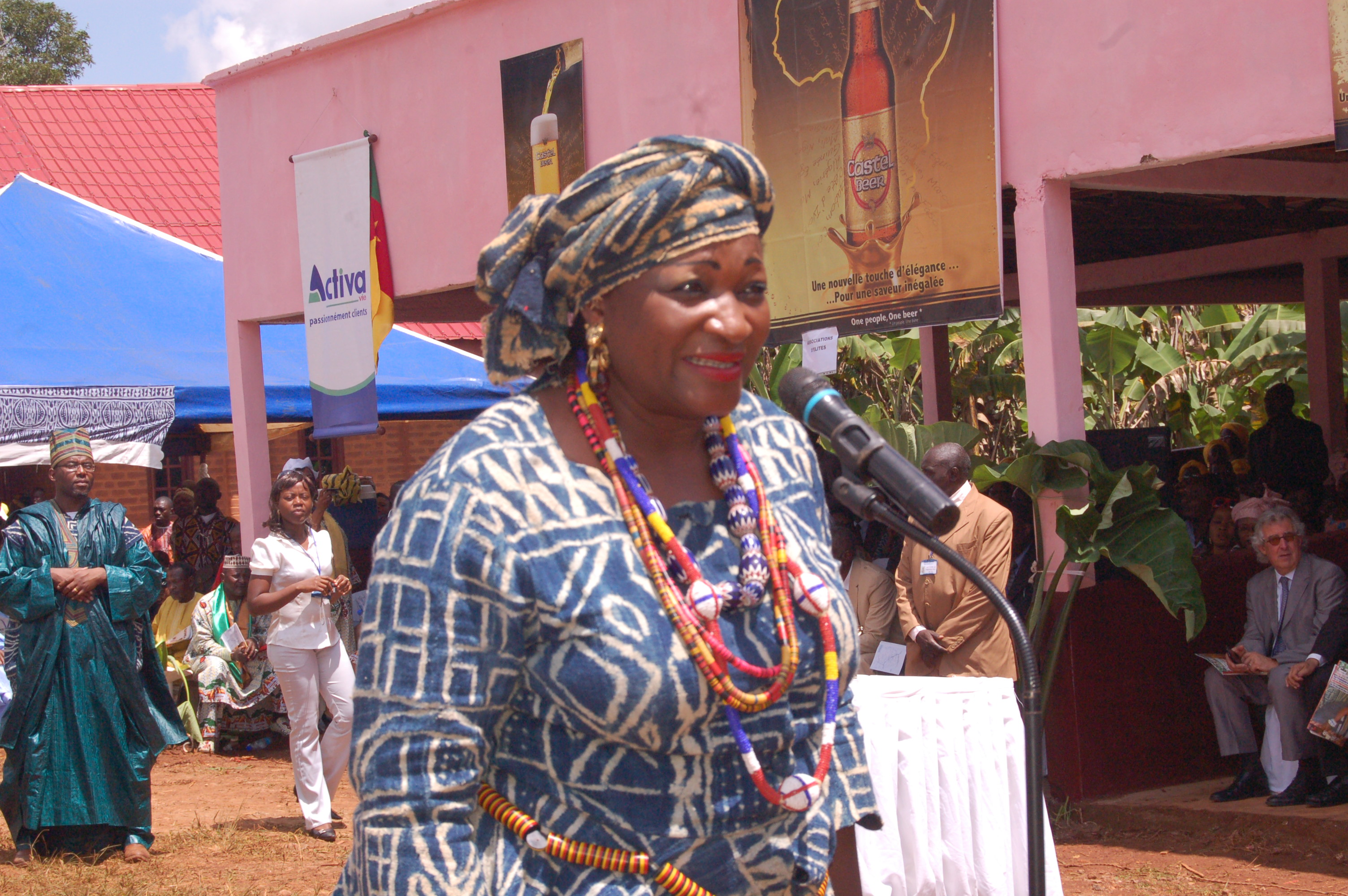
Discours de Célestine Ketcha Courtès lors du festival du Macabo en 2011, à Bangoua

Célestine Ketcha, verh. Courtès (* 13. Oktober 1964, Maroua, Extrême-Nord, Kamerun) ist eine Politikerin und Geschäftsfrau in Kamerun. Sie diente als Bürgermeisterin (maire) der Stadt Bangangté von 2007 bis 2018. Seit Dezember 2015 ist sie Präsidentin des Réseau des Femmes Élues Locales d’Afrique (REFELA) und Repräsentantin für Zentralafrika. Sie ist außerdem Präsidentin der Sektion REFELA-CAM.
Am 4. Januar 2019 wurde sie per Präsidialdekret von Präsident Paul Biya zur Ministerin für Wohnungsbau und Stadtentwicklung in der Regierung von Joseph Dion Ngute ernannt.

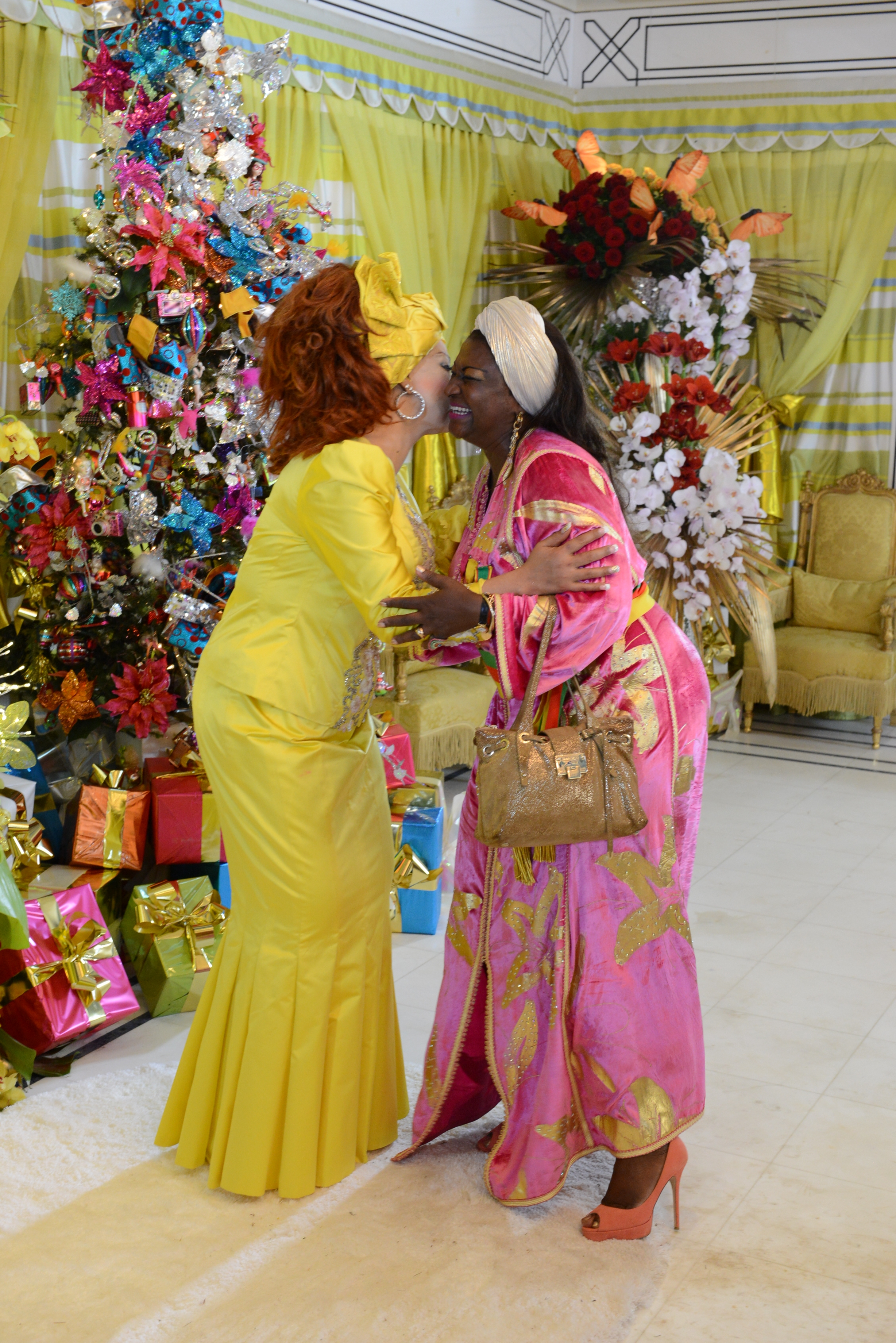
Célestine Ketcha Courtès überbringt der First Lady Chantal Biya ihre Glückwünsche (2014).

## Ausbildung und Karriere
Célestine Ketcha verfügt über ein Baccalauréat littéraire (bac L, A4-Abschluss) und erlangte anschließend ein Brevet de Technicien Supérieur (BTS, Zertifikat in kaufmännischer Technik) sowie ein höheres Studiendiplom in Handel und Wirtschaft. Anschließend wechselte sie als Vertriebs- und Marketingleiterin zu Cimenteries du Cameroun, bevor sie sich ausschließlich ihrem Geschäft widmete.

## Politik
Célestine Ketcha ist eine Aktivistin des Rassemblement Démocratique du Peuple Camerounais (RDPC). Sie ist Präsidentin der OFRDPC in Bangangté, der Frauen-Organisation der Partei. Seit 2007 war sie Bürgermeisterin von Bangangté. Sie gilt als dynamisch und ist auch im sozialen Leben und der Verwaltung der umliegenden Kommunen engagiert. Ihre Umtriebigkeit in der Politik trug ihr zahlreiche Anklagen ein, wie die so genannte Affaire Queen Fish, in welcher sie von ihrem Bruder Célestin Ketchanga angeklagt worden war. 2015 wurde sie Nachfolgerin von Fatimatou Abdel Malick als Leiterin des Réseau des Femmes élues locales d’Afrique.

## Skandale

### Verurteilung
Im Juli 2011, im Zuge der Queen Fish-Affäre, wurde Célestine Ketcha Courtès vom Obergericht (Tribunal de grande instance) Wouri zu einem Jahr Haft mit drei Jahren Bewährung sowie zu mehreren Geldstrafen für die Staatskasse und für ihren Bruder, den Abgeordneten Célestin Ketchanga, verurteilt. Célestine Ketcha Courtès wurde nicht der Verwendung gefälschter Bankdokumente, jedoch des Missbrauchs von Unternehmensvermögenswerten und -krediten (abus de biens sociaux) für schuldig befunden. Ihre Anwälte beabsichtigten beim Kassationsgericht (Kassationshof) Berufung einzulegen. Das Urteil im Fall Queen Fish wurde am 8. Januar 2015 vor dem Littoral Court of Appeal gefällt. Die Richter verurteilten Célestine Ketcha zur Zahlung von Schadensersatz an Célestin Ketchanga. Die Richter bestätigten die Entscheidungen des Urteils wegen Urkundenfälschung, Missbrauch von Unternehmensvermögen und Unterschlagung von 50 Mio. CFA-Francs. Die Strafkammer des Berufungsgerichts bestätigte das vom Wouri High Court gefällte Urteil, reduzierte jedoch das Urteil aufgrund zivilrechtlicher Interessen.

### Unterbrechung eines Gottesdienstes in Paris
Am Sonntag, dem 11. Oktober 2020, stürmten Calibri Calibro und einige Gefährten eine katholische Kirche in Frankreich, in der sich Célestine Ketcha-Courtes und ihre Verwandten aufhielten, und skandierten feindselige Bemerkungen gegenüber dem Pfarrer von Paul Biya: „Sie haben den Teufel im Haus, Priester. Diese Familie tötet Menschen, diese Familie besteht aus Mördern. Diese Familie vergießt das Blut von Kamerunern.“ Der Priester unterbrach den Gottesdienst und die Räumlichkeiten wurden geräumt.

### Kontroversen
Im März 2024, während eines Besuchs in Extrême-Nord, stellte Célestine Ketcha Courtès ihrem Publikum die Frage: „Was war da vorher?“ Sie bat ihre Zuhörer, hinzugehen und die Bevölkerung über die konstruktiven Maßnahmen des Paul-Biya-Regimes zu informieren. Das Video wurde ein Internetphänomen und löste eine Kontroverse aus. Manche sahen darin eine Missachtung der bestehenden Situation in der Region. Die Ministerin gab eine Pressemitteilung heraus, um ihre Kommentare zu erläutern und in den Kontext zu stellen.
Diese Kontroverse inspirierte den Musiker Richard Bona zu einer Antwort auf die Ministerin mit der Satire „Was war vorher da“ („il y avait quoi avant“), einer Auflistung zahlreicher kamerunischer Gesellschaften, die zur Zeit von Ahmadou Ahidjo existiert hatten und unter der Ära von Paul Biya verschwunden waren.

## Ehrungen
- Officier des Ordre de la Valeur[18]
- Déco Officier des Ordre du Mérite camerounais
- Chevalier des Ordre national du mérite sportif